# Levernäs (Brändö, Åland)
Levernäs är en halvö i Åland (Finland). Den ligger i den östra delen av landskapet, 70 km öster om huvudstaden Mariehamn. Levernäs ligger på ön Samnäs.